# Hugo Krüger (Sänger)
Hugo Krüger, eigentlich Theodor Karl Hugo Freiherr von Gillern, kurz Hugo von Gillern, (* 11. Januar 1829 in Breslau; † 19. November 1871 in Berlin) war ein deutscher Opernsänger (Tenor) an der Königlichen Oper in Berlin.

## Familie
Hugo von Gillern entstammte der schlesischen Adelsfamilie der Freiherren von Gillern. Er war der Sohn des preußischen Offiziers Dominik Freiherr von Gillern und der Henriette geb. Krüger, deren Familiennamen er als Künstlernamen führte. Von Gillern war seit 1862 mit Anna von Zimmermann verheiratet. Seine Tochter Eva, verheiratete Wachenhusen, war ebenfalls Opernsängerin und später gefeierte Dame der Ahrenshooper Künstlerkolonie.

## Leben
Gillern studierte bis 1849 Architektur in Breslau, begeisterte sich aber mehr für Theater und Gesang, in dem er sich selbst versuchte. Auf Zureden der Sängerin Emma Babnigg entschloss er sich, Sänger zu werden und machte, nachdem er kurze Zeit ihren Unterricht genossen hatte, am 27. November 1850 seinen ersten theatralischen Versuch am Breslauer Theater als Lyonel in Martha. Dies gelang ihm so gut, dass er von der Theaterdirektion sofort engagiert wurde.
Das Engagement in Breslau beendete Gillern, der nun unter dem Künstlernamen Hugo Krüger auftrat, jedoch nach kurzer Zeit und begab sich mit Empfehlung nach Berlin, wo er von dem Generalintendanten der Berliner Oper Botho von Hülsen aufgenommen und protegiert wurde. Er erhielt weiteren Gesangsunterricht bei dem berühmten Chordirektor Joseph Elsner. Seit 1852 war er für kleinere Partien fest an der Berliner Hofoper engagiert.
1857 erhielt er durch den Generalintendanten Wolf Adolf August von Lüttichau am königlichen Hoftheater in Dresden ein Engagement, wo er als Tamino in Mozarts Zauberflöte debütierte. Er kehrte jedoch schon 1858 mit einem vorteilhafteren Vertrag nach Berlin zurück, wo er bis an sein Lebensende beschäftigt blieb.
Krüger sang im Krönungs-Hymnus von Giacomo Meyerbeer, den dieser anlässlich der Krönung Wilhelms I. komponiert hatte. 1865 hatte er ein Gastspiel am Theater in Aachen. 1871 organisierte er noch eine Festveranstaltung der Berliner Opernsänger zu Ehren des Besuchs Richard Wagners in Berlin.
Hugo Krüger lebte ein ausschweifendes Künstlerleben und starb bereits mit 42 Jahren.

## Bedeutung
Krüger sang vornehmlich die ersten lyrischen Tenorpartien, z. B. als Lyonel in Martha, Ottavio (Don Giovanni), Stradella (Alessandro Stradella), Tamino (Die Zauberflöte), Pylades (Iphigénie en Tauride) und die Titelrolle in Méhuls Joseph, in der er die größten Erfolge feierte. Später entwickelte er sich zum Tenorbuffo und übernahm Partien wie Wamba (Der Templer und die Jüdin), Jaquino (Fidelio), Dickson (Weiße Dame) und David (Die Meistersinger von Nürnberg).